# 江崎誠致
江崎誠致（えさき まさのり、1922年1月21日 - 2001年5月24日）は、日本の小説家。福岡県出身。フィリピンでの戦争体験を題材にした『ルソンの谷間』で直木賞受賞。囲碁愛好家としても知られ、呉清源などの棋士の評伝やモデル小説もある。

## 経歴
久留米市に生まれる。父は小学校教師、少年時代から文学好きで、千田是也と中野重治を愛読した。明善中学入学、卒業を待たずに上京し、図書館講習所を経て小山書店に入社し編集、出版業に就く。1943年に召集されて久留米歩兵第48連隊から第4航空隊に転属し、フィリピンに出征。1946年に復員して小山書店に復帰。1949年に小山書店を辞めて独立し冬芽書房を設立、翌年解散して洋紙店などを経営しながら、日本共産党の資金部にて政治活動を行う。
1955年に喀血して療養生活となり、療養中に戦争体験に基づく『ルソンの谷間』を執筆し、1957年に第37回直木賞受賞。続いて肺切除の手術を受け、その体験から『肺外科』を執筆。その後大衆小説『爆弾三勇士』『裏通りの紳士』や、政治運動体験をもとにした『十字路』、運慶ら仏師を描いた時代小説『運慶』などを執筆。
小学6年頃に父に習った囲碁は生涯愛好した。復員後、高川格に手ほどきを受ける。のち「小説高川秀格」を執筆。1961年からは毎日新聞で本因坊戦七番勝負の観戦記も執筆するようになる。アマチュア高段者の実力となり、文壇本因坊戦、文壇名人戦などでも活躍。囲碁に関するエッセイも多い。1985年に中野孝次を団長とする第1回日本文化界囲碁訪中団の一員として訪中、第2回からは江崎が団長となって、毎年13回の訪中を数えた。1991年には日本棋院より大倉賞授与。他の趣味は、碧梧桐の夫人、戦後は宝生弥一に習ったという謡。
2001年、死去。

## 作品

### 小説
- 『ルソンの谷間』筑摩書房 1957年
- 『肺外科』筑摩書房 1957年
- 『死児の齢 第一部 爆弾三勇士』筑摩書房 1958年
- 『死児の齢 第二部 笹りんどう』筑摩書房 1958年
- 『裏通りの紳士』筑摩書房 1958年
- 『花の魔術師』光文社 1959年
- 『屑』講談社 1959年
- 『ルバング島』光文社 1959年
- 『雑婚時代』文藝春秋新社 1960年
- 『離宮流』講談社 1960年
- 『何処かに炎が』文藝春秋新社 1961年
- 『ちどり足』講談社 1962年
- 『すっぽん同士』七曜社 1962年
- 『女の鋳型』講談社 1962年
- 『抱擁記』講談社 1964年
- 『運慶』筑摩書房 1964年
- 『十字路』文藝春秋新社 1964年
- 『死児の齢』（第一、二部に第三部「幡ヶ谷ハウス」を加えたもの）筑摩書房 1964年
- 『岩棚』筑摩書房 1966年
- 『懸賞打ち - 賭碁放浪記』双葉社 1972年
- 『賭け碁放浪記 続懸賞打ち』双葉社 1973年
- 『やどかり』毎日新聞社 1973年
- 『復讐』毎日新聞社 1973年
- 『虹』毎日新聞社 1976年
- 『目碁の館』双葉社 1978年
- 『ルソンの挽歌』光人社 1985年
- 『大坂城 （物語・日本の名城）』成美堂出版 1992年

### 囲碁読物
- 『昭和の碁』筑摩書房 1967年
- 『石の鼓動』双葉社 1973年（坂田栄男のモデル小説）
- 『盤側の風雪』立風書房 1975年
- 『名人碁所』新潮社 1982年（江戸時代の名人碁所を巡る物語）
- 『江崎誠致の碁の本』（全3巻）筑摩書房 1982-83年

『盤上盤外の記』『碁の博物誌』『棋士の勲章』
- 『碁悦同衆』立風書房 1994年
- 『呉清源』新潮社 1996年
- 『宇宙に遊ぶ - わが囲碁史』ケイエスエス 1998年

### エッセイ
- 『新宿散歩道』文化服装学院出版局 1969年（『ミセス』1968年連載）
- 『らんか帖 - ヘソ曲りで生きよう』新潮社 1983年
- 『ここ一番に勝つ生き方 - 眼力と胆力をどう養うか』ダイヤモンド社 1984年

### 作品集
- 『新日本文学全集8 江崎誠致・城山三郎集』集英社 1964年
- 『江崎誠致と青春文学選』（全3巻）光人社 1977-78年

『ルソンの谷間』『小さな皇軍』『修羅と影』